# Siremar
Siremar, originariamente acronimo di Sicilia Regionale Marittima, è una compagnia di navigazione italiana di proprietà di Caronte & Tourist Isole Minori, controllata dal gruppo Caronte & Tourist, che assicura i collegamenti tra la Sicilia e le isole minori (Eolie, Ustica, Egadi, Pantelleria e Pelagie) tramite i traghetti. Collega anche Napoli, le Eolie e Milazzo.

## Storia
La Siremar nacque in seguito alla legge 169 del 19 maggio 1975 relativa alla riorganizzazione dei trasporti marittimi, con socio maggioritario la Tirrenia e minoritari i gestori precedenti delle linee di collegamento dalla Sicilia come la Si.Re.Na.. Dipendeva dal Gruppo Tirrenia.
Nel settembre 2010 la società, interamente partecipata da Tirrenia, è stata posta in amministrazione straordinaria, con Commissario straordinario Giancarlo D'Andrea. Con la privatizzazione di Tirrenia, nell'ottobre 2011 fu ceduta a Compagnia delle Isole S.p.A., una società partecipata al 30,33% dalla Regione Siciliana e controllata dalla "Mediterranea Holding" dell'armatore napoletano Salvatore Lauro. Nell'accordo viene previsto che la società riceverà convenzioni statali, per le rotte di servizio pubblico, pari a 55,6 milioni l'anno per 12 anni.
Nel 2015 i giudici del TAR del Lazio hanno accolto i ricorsi presentati dalla Società Navigazione Siciliana azzerando l'aggiudicazione a Compagnia delle Isole, in quanto basata «su un illegittimo aiuto di Stato consistente nel rilascio di una contro-garanzia bancaria da parte della Regione Siciliana».
Il 24 marzo 2016 l'amministratore delegato di Liberty Lines, Ettore Morace, ha annunciato che tramite la Società Navigazione Siciliana avrebbe acquisito la compagnia Siremar gestendola insieme a Caronte & Tourist, operazione costata 55,1 milioni di euro; questa si sarebbe occupata dei collegamenti con i traghetti mentre la Liberty Lines di quelli con gli aliscafi. La cessione è divenuta ufficiale e operativa dal 12 aprile 2016. Azionisti della Caronte & Tourist sono le famiglie Franza, Matacena e quella di Francantonio Genovese, ex deputato PD (poi passato a Forza Italia) e coinvolto nello scandalo esploso a Messina sui cosiddetti "corsi d'oro" .
Da aprile 2016, la compagnia viene rinominata Siremar Caronte & Tourist Isole Minori.
Il 1º febbraio 2021 è stato firmato con Sefine Shipyard, cantiere navale turco con sede a Yalova, un contratto per la costruzione di un traghetto ro-pax da 8.300 t.s.l. con propulsione ibrida a gasolio e gas naturale liquefatto destinato ai collegamenti con le isole Eolie. La nave, denominata Nerea, è stata varata il 1º ottobre 2022 ed è stata consegnata il 25 novembre 2023.
Il 9 ottobre 2023 è stato siglato un contratto da 120 milioni di euro tra la Regione Siciliana e Fincantieri per la costruzione di un traghetto Ro-pax – più un altro in opzione – da 14.500 t.s.l. con propulsione ibrida a gasolio e gas naturale liquefatto, la cui consegna avverrà nel 2026 e sarà successivamente data in comodato d'uso a Siremar per i collegamenti tra Porto Empedocle e Lampedusa.
L'11 febbraio 2024 viene annunciato l'acquisto del traghetto Las Palmas de Gran Canaria, proveniente da Trasmediterránea. Il 3 marzo successivo è stata annunciata la vendita del traghetto veloce Isola di Vulcano a Caremar. Il 13 settembre viene annunciata la vendita del traghetto Lampedusa a un'altra compagnia.
Il 28 maggio 2025 vengono dissequestrate le unità Helga, Ulisse e Bridge, tornando così alla piena operatività dopo oltre due anni di fermo.

## Flotta

### Siremar
| Tipo       | Nome                 | Immagine | Stazza lorda (t.s.l.) | Lunghezza | Larghezza | Capacità passeggeri | Capacità auto | Velocità di crociera in nodi | Velocità massima in nodi | Anno di costruzione | Note                 |
| ---------- | -------------------- | -------- | --------------------- | --------- | --------- | ------------------- | ------------- | ---------------------------- | ------------------------ | ------------------- | -------------------- |
| Ro-Pax     | Nerea                |          | 8300                  | 109,95    | 19,5      | 700                 | 114           | 17                           | 20                       | 2023                |                      |
| Ro-Pax     | Laurana              |          | 10977                 | 122,88    | 19,4      | 752                 | 272           | 16                           | 18                       | 1992                |                      |
| Ro-Pax     | Sansovino            |          | 10977                 | 122,88    | 19,4      | 752                 | 272           | 15                           | 19                       | 1989                |                      |
| Ferry      | Pietro Novelli       |          | 4753                  | 93        | 16        | 578                 | 93            | 15                           | 17,5                     | 1979                | In disarmo aMessina  |
| Ferry      | Paolo Veronese       |          | 4593                  | 93        | 16        | 578                 | 93            | 16                           | 18                       | 1986                |                      |
| Fast Ferry | Isola di Stromboli   |          | 4460                  | 95        | 16,8      | 800                 | 168           | 23                           | 33                       | 1999                | In disarmo a Messina |
| Ferry      | Simone Martini       |          | 1494                  | 71        | 14        | 797                 | 70            | 13                           | 16,5                     | 1985                |                      |
| Ferry      | Antonello da Messina |          | 1555                  | 70        | 14        | 737                 | 70            | 14                           | 17                       | 1988                |                      |
| Ferry      | Filippo Lippi        |          | 1555                  | 70        | 14        | 737                 | 70            | 14                           | 17                       | 1990                |                      |
| Ferry      | Vesta                |          | 1386                  | 70        | 14        | 750                 | 75            | 15                           | 18                       | 1981                |                      |
| Ferry      | Sibilla              |          | 994                   | 70        | 14        | 700                 | 60            | 15                           | 18                       | 1979                | In disarmo a Messina |

### Caronte & Tourist Isole Minori
| Tipo          | Nome       | Immagine | Stazza lorda (t.s.l.) | Lunghezza | Larghezza | Capacità passeggeri | Capacità auto | Velocità di crociera in nodi | Velocità massima in nodi | Anno di costruzione | Note |
| ------------- | ---------- | -------- | --------------------- | --------- | --------- | ------------------- | ------------- | ---------------------------- | ------------------------ | ------------------- | ---- |
| Ferry         | Las Palmas |          | 10473                 | 116,8     | 20,7      | 847                 | 280           | 15                           | 19                       | 1993                |      |
| Ferry         | Cossyra    |          | 4419                  | 90,8      | 17        | 300                 | 120           | 15                           | 18                       | 1980                |      |
| Bidirezionale | Bridge     |          | 1396                  | 94,18     | 17        | 500                 | 120           | 11                           | 14                       | 1979                |      |
| Bidirezionale | Caronte    |          | 999                   | 76,5      | 16,6      | 300                 | 100           | 10                           | 15                       | 1974                |      |
| Bidirezionale | Helga      |          | 999                   | 76,5      | 16,6      | 300                 | 100           | 10                           | 14                       | 1974                |      |

## Navi in costruzione
| Nome | Stazza lorda (t.s.l.) | Lunghezza | Larghezza | Capacità passeggeri | Capacità auto | Metri lineari carico merci | Velocità in nodi | Data di consegna prevista | Tipo   | Note                                                                      |
| ---- | --------------------- | --------- | --------- | ------------------- | ------------- | -------------------------- | ---------------- | ------------------------- | ------ | ------------------------------------------------------------------------- |
|      | 14.500                | 140       | 25        | 1000                | 200           |                            | 19               | 30 giugno 2026            | Ro-Pax | Acquistato dalla Regione Siciliana, sarà dato in comodato d'uso a Siremar |

## Navi del passato
Alcune navi appartenute in passato alla Siremar:
- Caravaggio (1976-1981)
- Adeona (1980-1985), noleggiata dalla Caremar fino al 1985; successivamente è ritornata nel 1990 per sostituire altre unità della flotta.
- La Valletta (1976-1989)
- Giotto (1980-1992)
- Giovanni Bellini (1985-2005), attualmente di proprietà della compagnia Toremar
- Vittore Carpaccio (1992-2006, in seguito noleggiato nella stagione estiva del 2008), ceduto a Ustica Lines, ribattezzato Gianni Morace e demolito ad Aliağa nel 2013
- Capricorn, noleggiato dalla Tirrenia per la rotta estiva da Napoli per le isole Eolie tra agosto e settembre 2006
- Guizzo, noleggiato dalla Tirrenia dal 2002 al 2004 per la rotta estiva Mazara del Vallo - Pantelleria e venduto per demolizione nel 2012
- Palladio, venduto per demolizione nel marzo del 2016
- Masaccio (demolito a Trapani in seguito a un incidente nel 2016)
- Eschilo (venduto a Liberty Lines nel 2016)
- Eraclide (venduto a Liberty Lines nel 2016, acquistato da SNAV nel 2025 per la Caremar)
- Antioco (venduto a Liberty Lines nel 2016, venduto a SNAV per Laziomar)
- Calypso (venduto a Liberty Lines nel 2016)
- Tiziano (venduto a Liberty Lines nel 2016, in demolizione a Trapani)
- Atanis (venduto a Liberty Lines, in demolizione a Trapani)
- Mantegna (venduto a Liberty Lines nel 2016, in demolizione a Trapani)
- Giorgione (demolito in seguito a un incidente a Palermo)
- Fabricia (2012-2018), venduto ad Alicost
- Isola di Vulcano (1999-2024), venduto a Caremar
- Adriatica I (2014-2016), (noleggio)
- Lampedusa (2019-2024), venduto alla Liderline

## Rotte
La compagnia opera su cinque aree:
- il settore delle Isole Eolie (con prolungamento su Napoli)
- l'isola di Ustica
- il settore delle Isole Egadi
- l'isola di Pantelleria
- il settore delle isole Pelagie (Lampedusa e Linosa)

### Isole Eolie
| Linea | Nave          | Servizio            | Frequenza                |
| --- | ------------- | ------------------- | ------------------------ |
| Napoli ↔ Stromboli ↔ Ginostra ↔ Panarea ↔ Rinella o Santa Marina Salina ↔ Lipari ↔ Vulcano ↔ Milazzo (in notturna) | Laurana       | statale / regionale | trisettimanale           |
| Milazzo ↔ Vulcano ↔ Lipari ↔ Santa Marina Salina ↔ Panarea ↔ Ginostra ↔ Stromboli e viceversa (in diurna)          | Nerea         | statale / regionale | bisettimanale            |
| Milazzo ↔ Vulcano ↔ Lipari ↔ Santa Marina Salina ↔ Rinella ↔ Filicudi ↔ Alicudi e viceversa (in diurna)            | Filippo Lippi | statale / regionale | pentasettimanale         |
| Milazzo ↔ Vulcano ↔ Lipari ↔ Rinella ↔ Santa Marina Salina e viceversa (in diurna)                                 | Bridge        | statale / regionale | giornaliera (stagionale) |
| Milazzo ↔ Vulcano ↔ Lipari ↔ Rinella ↔ Santa Marina Salina e viceversa (in diurna)                                 | Sibilla       | statale / regionale | giornaliera (stagionale) |

### Isole Egadi
| Linea                                     | Nave           | Servizio  | Frequenza                          |
| ----------------------------------------- | -------------- | --------- | ---------------------------------- |
| Trapani ↔ Favignana ↔ Levanzo ↔ Marettimo | Caronte        | Regionale | Tutti i giorni escluso la domenica |
| Trapani ↔ Favignana ↔ Levanzo ↔ Marettimo | Simone Martini | Statale   | Tutti i giorni                     |

### Ustica
| Linea            | Durata | Nave                 | Servizio  | Frequenza       |
| ---------------- | ------ | -------------------- | --------- | --------------- |
| Palermo ↔ Ustica | 3 h    | Antonello da Messina | statale   | giornaliera     |
| Palermo ↔ Ustica | 3 h    | Antonello da Messina | regionale | lunedì, giovedì |

### Isole Pelagie
| Linea                    | Durata     | Nave       | Frequenza                                             | Riposo  | Servizio  |
| ------------------------ | ---------- | ---------- | ----------------------------------------------------- | ------- | --------- |
| Porto Empedocle → Linosa | 7 h 15 min | Sansovino  | lunedì, martedì, mercoledì, giovedì, sabato, domenica | venerdì | statale   |
| Linosa → Lampedusa       | 2 h 15 min | Sansovino  | lunedì, martedì, mercoledì, giovedì, sabato, domenica | venerdì | statale   |
| Lampedusa → Linosa       | 2 h        | Sansovino  | lunedì, martedì, mercoledì, giovedì, sabato, domenica | venerdì | statale   |
| Linosa → Porto Empedocle | 6 h 45 min | Sansovino  | lunedì, martedì, mercoledì, giovedì, sabato, domenica | venerdì | statale   |
| Porto Empedocle → Linosa | 6 h 30 min | Las Palmas | lunedì, martedì, mercoledì, venerdì, sabato, domenica | giovedì | regionale |
| Linosa → Lampedusa       | 2 h 15 min | Las Palmas | lunedì, martedì, mercoledì, venerdì, sabato, domenica | giovedì | regionale |
| Lampedusa → Linosa       | 2 h 15 min | Las Palmas | lunedì, martedì, mercoledì, venerdì, sabato, domenica | giovedì | regionale |
| Linosa → Porto Empedocle | 7 h        | Las Palmas | lunedì, martedì, mercoledì, venerdì, sabato, domenica | giovedì | regionale |

### Pantelleria
| Linea                 | Durata     | Nave           | Frequenza                                    | Riposo            | Servizio  |
| --------------------- | ---------- | -------------- | -------------------------------------------- | ----------------- | --------- |
| Trapani → Pantelleria | 7 h 30 min | Paolo Veronese | lunedì, martedì, giovedì, venerdì, domenica  | giovedì, domenica | statale   |
| Pantelleria → Trapani | 5 h 45 min | Paolo Veronese | lunedì, martedì, giovedì, venerdì, domenica  | giovedì, domenica | statale   |
| Trapani → Pantelleria | 6 h        | Cossyra        | lunedì, martedì, mercoledì, giovedì, venerdì | sabato, domenica  | regionale |
| Pantelleria → Trapani | 7 h 30 min | Cossyra        | lunedì, martedì, mercoledì, giovedì, venerdì | sabato, domenica  | regionale |